# Павел, Йозеф
Йозеф Павел (чеш. Josef Pavel; 18 сентября 1908, Новоседлы, Австро-Венгрия — 9 апреля 1973, Бенешов, ЧССР) — чехословацкий коммунистический политик, командир интербригады в испанской гражданской войне, первый руководитель партийной милиции КПЧ. Куратор силовых структур КПЧ, один из основателей Корпуса национальной безопасности. В начале 1950-х был репрессирован в ходе партийной чистки. В апреле-августе 1968 — министр внутренних дел ЧССР, активный проводник политики Пражской весны. После вторжения в Чехословакию войск Варшавского договора отстранён от должности и исключён из партии.

## Коммунистический активист
Родился в чешской семье бедного сельскохозяйственного рабочего. Окончив начальную школу, работал в магазине продавцом и разносчиком.
Подобно своему отцу, с ранней юности Йозеф Павел придерживался коммунистических взглядов, ориентировался на СССР, преклонялся перед Сталиным. Состоял в молодёжных коммунистических организациях. В 1932 вступил в Компартию Чехословакии (КПЧ).
Йозеф Павел быстро выдвинулся как способный парторг, стал членом Пражского комитета КПЧ. В 1935 был направлен в Международную ленинскую школу. Прошёл также военные курсы под Рязанью.

## Боец и командир
В начале 1937 Йозеф Павел отправился в Испанию для участия в гражданской войне в составе интербригады. Обучал республиканских бойцов обращению с советским оружием. Лично участвовал в боях, командовал несколькими подразделениями республиканских войск, в том числе Димитровским батальоном.
После поражения испанских республиканцев Йозеф Павел был интернирован во Франции, затем в Алжире. Освобождён в 1943, перебрался в Великобританию. Вступил в Чехословацкую независимую броневую бригаду. Первоначально Павелу не доверяли, поскольку рассматривали коммуниста как советского агента. Несмотря на то, что он один в подразделении имел боевой опыт, ему поручали лишь разноску писем. Однако впоследствии он был принят на работу в мастерскую по ремонту танков и зачислен в полевой состав. В 1944—1945 Йозеф Павел участвовал в боях с немецкими войсками во Франции и Бельгии.

## Партийный силовик

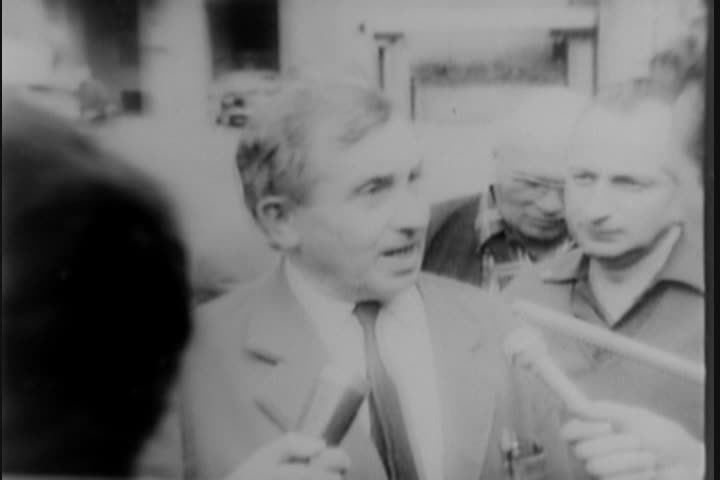
Josef Pavel

После окончания войны Йозеф Павел вернулся в Чехословакию. В 1945—1947 занимал посты в региональных комитетах КПЧ Усти-над-Лабем и Пльзеня. Распоряжение о переводе Павела в Прагу было сделал генеральный секретарь ЦК КПЧ Рудольф Сланский.
С 1947 года Павел — секретарь по безопасности ЦК КПЧ. В его подчинении оказались партийные спецслужбы и силовые структуры. Павел был основным организатором и первым начальником штаба «Народной милиции» КПЧ (его заместителем являлся Франтишек Кригель).
Павел резко усилил партийное влияние и контроль в Корпусе национальной безопасности (КНБ — структура, объединявшая полицию и органы госбезопасности). В феврале 1948 Йозеф Павел как командир «Народной милиции» был одной из ключевых фигур фактического государственного переворота, установления монопольной власти КПЧ и диктатуры Клемента Готвальда.
С января 1949 Йозеф Павел — заместитель министра внутренних дел Вацлава Носека. Курировал военизированные формирования МВД. В начале 1950 переведён из МВД в новое Министерство национальной безопасности заместителем министра Ладислава Копршивы. Состоял в Комиссии по безопасности ЦК КПЧ. Имел воинское звание генерала КНБ. Являлся одним из главных организаторов политических репрессий готвальдовского периода и подавления антикоммунистического сопротивления.
В 1948 году Йозеф Павел был избран депутатом Национального собрания. Занимал пост заместителя председателя парламентского комитета по обороне и безопасности, вносил законопроекты о повышении материального благосостояния силовиков. С 1949 года — член ЦК КПЧ.
Однако соотношение сил в партийном и силовом руководстве постепенно менялось. Близилась партийная чистка. Готвальд с опасением относился к руководящим кадрам, имеющим зарубежный военный опыт. Уже в 1950 Павел был снят с должности замминистра и поставлен на командование погранвойсками. В январе начале 1951 переведён руководить училищем МВД.

## Репрессированный
2 февраля 1951 Йозеф Павел был арестован службой госбезопасности StB и обвинён в «создании троцкистской организации с целью реставрации капитализма». Арест производил полковник госбезопасности Антонин Прхал, который вскоре сам занял пост замминистра национальной безопасности.
Первоначально Павелу вменялось участие в «заговоре Отто Шлинга и Марии Швермовой против партийного руководства». Среди обвинений был план убийства генсека Рудольфа Сланского. Однако в ноябре 1951 года Сланский сам был арестован. После этого претензии следствия к Павелу изменились — теперь он обвинялся в сотрудничестве со Сланским.
На допросах Йозеф Павел подвергался физическим пыткам и психологическому давлению. Следователем по его делу являлся известный своей жестокостью майор Ярослав Яноушек. Был арестован и принуждён к обвинительным показаниям брат Йозефа Павела — офицер КНБ Войтек Павел (за сотрудничество со следствием он получил мягкий приговор — всего 14 месяцев тюрьмы по обвинению в незаконном хранении оружия). Жесточайшее давление Яноушека заставило Йозефа Павела признать за собой «политические ошибки» — «обуржуазивание», «потерю бдительности», связи со Шлингом и Швермовой. Но он отказывался признавать вину в антигосударственной деятельности. При этом Павел подчёркивал отсутствие у следствия доказательств его вины, полагая будто это имеет значение. Такая позиция впоследствии характеризовалась исследователями как наивная.
Йозеф Павел не был привлечён к процессу Сланского, его дело рассматривалось особо. 30 декабря 1953 Йозеф Павел был приговорён к 25 годам тюрьмы.

## Переосмысление
К моменту осуждения Павела общеполитическая обстановка в Чехословакии серьёзно изменилась после смерти Сталина и Готвальда. Начался пересмотр политических дел (хотя в Чехословакии этот процесс двигался весьма медленно). 19 октября 1955 Верховный суд снял с Павела все обвинения и отменил приговор.
После освобождения Йозеф Павел работал в Чехословацком союзе физкультуры и спорта.
Личный опыт побудил Йозефа Павела кое-что переосмыслить в своих взглядах. Он осудил политические преследования, в частных разговорах критиковал Советский Союз за империалистическую политику в отношении Чехословакии.

## Министр-реформатор
В 1968 Йозеф Павел с энтузиазмом поддержал политику Пражской весны, стал решительным сторонником Александра Дубчека. 8 апреля 1968 Йозеф Павел был назначен министром внутренних дел ЧССР.
Йозеф Павел взялся за масштабную реформу МВД. Он предлагал декриминализировать «крамольные» высказывания, если они не влекли за собой конкретных действий, сосредоточить StB на борьбе с иностранным шпионажем, а не внутренним инакомыслием. Антиправительственные акции, по его мнению, должны были перейти в компетенцию полиции, а не спецслужбы. Павел активно занялся реабилитацией жертв политических репрессий, помогал в создании организации бывших политзаключённых Клуб-231.
Такие позиции министра вызывали жёсткое неприятие консервативных функционеров StB, КПЧ и КГБ СССР. Их представителем в МВД ЧССР стал заместитель министра Павела полковник Вильям Шалгович. Именно Шалгович курировал StB и превратил органы госбезопасности в оплот контрреформаторских сил.

## Отстранение
21 августа 1968 вторжение в Чехословакию войск Варшавского договора положило конец Пражской весне. StB под командованием полковника Шалговича активно содействовала оккупации, произвела аресты Дубчека и его соратников. Министр Павел не смог этому никак воспрепятствовать.
Отстранение Йозефа Павела от руководства МВД было одним из категорических требований советского руководства. 31 августа 1968 Йозеф Павел был отправлен в отставку. Сменившие его Ян Пельнярж и Радко Каска проводили консервативно-просоветский курс «нормализации». Проекты реформ были оставлены.
Последние пять лет Йозеф Павел прожил частной жизнью под плотным надзором StB. Скончался в возрасте 64 лет.

## Семья
Йозеф Павел был женат на Лили Фишловой, дочери еврейского коммерсанта из Усти-над-Лабем. Со своей женой он познакомился в Англии, куда Лили эмигрировала, спасаясь от нацистской оккупации.
Существует мнение, согласно которому Лили оказала серьёзное влияние на политическую карьеру Йозефа-старшего. Не желая оставаться в Усти-над-Лабем (где после войны распространились антисемитские настроения), она всячески стимулировала мужа к поступлению в центральный аппарат. С другой стороны, национальность жены являлась дополнительным доводом обвинения в период процесса Сланского.
В браке супруги имели сына — Йозефа Павела-младшего.